# Soho House (klub)
Soho House je skupina soukromých prestižních klubů. Původně mohl členství v klubu získat jen někdo z oblasti umění, politiky a médií. První pobočka byla otevřena v Soho v Londýně. Společnost nyní provozuje kluby a hotely po celém světě. Členství je selektivní a členové i dnes pocházejí převážně z médií, umění a módního průmyslu. V červenci 2021 vstoupila společnost na burzu pod názvem Membership Collective Group. Organizace používá získané peníze na splácení dluhu a financování další expanze.

## Historie a vlastnictví
Nick Jones (zakladatel Soho House a bývalý výkonný ředitel) prodal v roce 2008 80 % klubu britskému magnátovi Richardu Caringovi. Dne 13. ledna 2012 oznámily Financial Times, že americký miliardář Ron Burkle prostřednictvím svého investičního fondu Yucaipa získal 60 % Soho House za cca. 250 milionů liber, přičemž zakladatel Nick Jones si ponechal 10 % a Richard Caring 30 %.

## Kluby
Od roku 2021 společnost provozuje 28 klubů po celém světě. Bylo oznámeno, že v roce 2021 otevře 6 nových domů, a sice v: Římě, Paříži, Austinu, Londýně, Tel Avivu a Canouanu.

## Incidenty
V roce 2002 se londýnská pobočka klubu dostala na titulní stránky novin, když Iris Law, dvouletá dcera herce Judea Lawa a jeho tehdejší manželky, herečky a návrhářky Sadie Frostové, byla krátce hospitalizována poté, co omylem požila část tablety extáze. Našla ji na podlaze v Soho House, když se účastnila dětské narozeninové oslavy.
Dne 9. prosince 2010 byla v manhattanské pobočce nalezena zavražděná americká návrhářka plavek Sylvie Cachay.
V Amsterdamu se pokus o otevření nového klubu setkal s velkými protesty. Amsterdamská pobočka byla nicméně otevřena v srpnu 2018, stejně jako druhá pobočka v Barceloně.

## V populární kultuře
Soho House byl zmíněn například v Sexu ve městě a seriálu od Netflixu Inventing Anna.